# ایوار گیور
ایوار گیوِر (به نروژی: Ivar Giæver؛ به انگلیسی: Ivar Giaever) (زادهٔ ۵ آوریل ۱۹۲۹ در برگن، نروژ) فیزیک‌دان نروژی–آمریکایی است که در سال ۱۹۷۳ به‌همراه لئو ایساکی برای کشف پدیدهٔ تونل‌زنی کوانتومی و دیود تونلی موفق به دریافت جایزهٔ نوبل فیزیک شد.